# Cầu mây tại Đại hội Thể thao Đông Nam Á 2023
Cầu mây là một trong những môn thể thao được tranh tài tại Đại hội Thể thao Đông Nam Á 2023 ở Campuchia, dự kiến sẽ được tổ chức từ ngày 06 đến 13 tháng 05 năm 2023 tại Khu liên hợp thể thao Quốc gia Morodok Techo.

## Nội dung thi đấu
| TT                        |                           | Sự kiện                            | Nam | Nữ | Nam Nữ |
| ------------------------- | ------------------------- | ---------------------------------- | --- | -- | ------ |
| 1                         |                           | Đồng đội 3 người                   | 1   |    |        |
| 2                         |                           | Hoop Takraw                        | 1   | 1  |        |
| 3                         | Cầu mây                   | 3 người                            | 1   |    |        |
| 4                         | Cầu mây                   | 4 người                            | 1   | 1  |        |
| 5                         | Cầu mây                   | Đôi                                | 1   | 1  |        |
| 6                         | Cầu mây                   | Đồng đội đôi                       | 1   | 1  |        |
| Tổng số nội dung cầu mây  | Tổng số nội dung cầu mây  | Tổng số nội dung cầu mây           | 6   | 4  |        |
| 5                         | Chinlone                  | Chinlone (Không lặp lại sơ cấp)    | 1   | 1  | 1      |
| 6                         | Chinlone                  | Chinlone (Đồng hàng)               | 1   | 1  | 1      |
| 7                         | Chinlone                  | Chinlone (Tâng chuyền)             | 1   | 1  | 1      |
| 8                         | Chinlone                  | Chinlone (Không lặp lại trung cấp) | 1   | 1  | 1      |
| Tổng số nội dung Chinlone | Tổng số nội dung Chinlone | Tổng số nội dung Chinlone          | 4   | 4  | 4      |
| Tổng số nội dung          | Tổng số nội dung          | Tổng số nội dung                   | 10  | 8  | 4      |

## Bảng huy chương
| Hạng               | Đoàn               | Vàng | Bạc | Đồng | Tổng số |
| ------------------ | ------------------ | ---- | --- | ---- | ------- |
| 1                  | Thái Lan           | 7    | 3   | 1    | 11      |
| 2                  | Myanmar            | 6    | 5   | 2    | 13      |
| 3                  | Campuchia          | 4    | 1   | 12   | 17      |
| 4                  | Indonesia          | 2    | 1   | 2    | 5       |
| 5                  | Lào                | 1    | 4   | 7    | 12      |
| 6                  | Việt Nam           | 1    | 1   | 2    | 4       |
| 7                  | Malaysia           | 0    | 4   | 4    | 8       |
| 8                  | Philippines        | 0    | 2   | 1    | 3       |
| 9                  | Singapore          | 0    | 0   | 1    | 1       |
| Tổng số (9 đơn vị) | Tổng số (9 đơn vị) | 21   | 21  | 32   | 74      |

## Danh sách huy chương

### Chinlone

#### Nam
| Event                    | Vàng | Bạc | Đồng |
| ------------------------ | --- | --- | --- |
| Linking                  | Lào · Adong Phoumisin · Aetlo Phonboun · Anousone Soundala · Aounkham Xaysongkham · Pamoo Inthilatvongsy · Phonesavanh Phimmachak · Souknilun Xaykongsa · Yothin Someathphouthone | Myanmar · Aung Nain Phyo Han · Duwun Kyaw · Kaung Myat Thiha · Khant Win Hein · Min Khant Win · Pyae Phyo Kaw · Sai Zaw Zaw · Thu Yein Lin                                                                                          | Malaysia · Mohd Nazuha Mohd Nadzli · Mohd Zarlizan Zakaria · Putera Aidil Israfil Kamaruzaman · Abdul Muhaimi Che Bongsu · Iskandar Zulkarnain Salim · Izuan Afendi Azlan · Muhammad Faiz Rozlan · Nur Hidayat Ar-Rasyid Ahmad Daud |
| Linking                  | Lào · Adong Phoumisin · Aetlo Phonboun · Anousone Soundala · Aounkham Xaysongkham · Pamoo Inthilatvongsy · Phonesavanh Phimmachak · Souknilun Xaykongsa · Yothin Someathphouthone | Myanmar · Aung Nain Phyo Han · Duwun Kyaw · Kaung Myat Thiha · Khant Win Hein · Min Khant Win · Pyae Phyo Kaw · Sai Zaw Zaw · Thu Yein Lin                                                                                          | Campuchia · Dy Chanthea · Kien Korn · Ngorn Theara · Nuth Visal · Oum Sansovin · Pheng Mithona · Phom Kongkia · Seng Sovannara |
| Non-repetition primary   | Campuchia · Chhorn Sokhom · Cheat Khemrin · Sen Sie · Oum Sansovin · Houth Sovoutha · Dem Tiya · Nom Hapchhun · Heng Rawut ·                                                      | Thái Lan · Komin Naonon · Eekkawee Ruenphara · Kamol Prasert · Thongchai Sombatkerd · Khanawut Rungrot · Kittichai Khamsaenrach · Apisit Chaichana · Noppadon Khongthawthong                                                        | Malaysia · Iskandar Zulkarnain Salim · Izuan Afendi Azlan · Nur Hidayat Arrasyid Ahmad Daud · Muhammad Faiz Rozlan · Abdul Muhaimmi Che Bongsu · Mohd Zarlizan Zakaria · Mohd Nazuha Mohd Nadzli · Putera Aidil Israfil Kamaruzaman |
| Non-repetition primary   | Campuchia · Chhorn Sokhom · Cheat Khemrin · Sen Sie · Oum Sansovin · Houth Sovoutha · Dem Tiya · Nom Hapchhun · Heng Rawut ·                                                      | Thái Lan · Komin Naonon · Eekkawee Ruenphara · Kamol Prasert · Thongchai Sombatkerd · Khanawut Rungrot · Kittichai Khamsaenrach · Apisit Chaichana · Noppadon Khongthawthong                                                        | Lào · Phonesavanh Phimmachak · Yothin Sombathphouthone · Anousone Soundala · Ladsamee Xamounty · Adong Phoumisin · Aetlo Phonboun · Souknilun Xaykongsya · Pamod Inthilatvongsy                                                     |
| Non-repetition secondary | Myanmar · Duwun Kyaw · Kaung Myat Thiha · Khant Win Hein · Min Khant Win · Min Thit Sar Aung · Wai Yan Phyo · Ya Wai Aung · Zaw Lin Maung                                         | Lào · Adong Phoumisin · Aetlo Phonboun · Anousone Soundala · Aounkham Xaysongkham · Pamod Inthilatvongsy · Phonesavanh Phimmachak · Souknilun Xaykongsa · Yothin Sombathphouthone                                                   | Campuchia · Chan Minea · Chhorn Sokhom · Di Chanthea · Heng Rawut · Nom Hapchhun · Nuth Visal · Sen Sier · Seng Sovannara |
| Non-repetition secondary | Myanmar · Duwun Kyaw · Kaung Myat Thiha · Khant Win Hein · Min Khant Win · Min Thit Sar Aung · Wai Yan Phyo · Ya Wai Aung · Zaw Lin Maung                                         | Lào · Adong Phoumisin · Aetlo Phonboun · Anousone Soundala · Aounkham Xaysongkham · Pamod Inthilatvongsy · Phonesavanh Phimmachak · Souknilun Xaykongsa · Yothin Sombathphouthone                                                   | Thái Lan · Apisit Chaichana · Eekkawee Ruenphara · Kamol Prasert · Khanawut Rungrot · Kittichai Khamsaenrach · Komin Naonon · Noppadon Kongthawhong · Thongchai Sombatkerd                                                          |
| Same strokes             | Thái Lan · Apisit Chaichana · Eekkawee Ruenphara · Kamol Prasert · Khanawut Rungrot · Kittichai Khamsaenrach · Komin Naonon · Noppadon Kongthawhong · Thongchai Sombatkerd        | Malaysia · Abdul Muhaimi Che Bongsu · Iskandar Zulkarnain Salim · Izuan Afendi Azlan · Mohd Nazuha Mohd Nadzli · Mohd Zarlizan Zakaria · Muhammad Faiz Rozlan · Nur Hidayat Ar-Rasyid Ahmad Daud · Putera Aidil Israfil Kamaruzaman | Campuchia · Heng Rawut · Houth Sovoutha · Kien Korn · Ngorn Theara · Peng Mithona · Phom Kongkia · Sam Veasna · Sorn Channem |
| Same strokes             | Thái Lan · Apisit Chaichana · Eekkawee Ruenphara · Kamol Prasert · Khanawut Rungrot · Kittichai Khamsaenrach · Komin Naonon · Noppadon Kongthawhong · Thongchai Sombatkerd        | Malaysia · Abdul Muhaimi Che Bongsu · Iskandar Zulkarnain Salim · Izuan Afendi Azlan · Mohd Nazuha Mohd Nadzli · Mohd Zarlizan Zakaria · Muhammad Faiz Rozlan · Nur Hidayat Ar-Rasyid Ahmad Daud · Putera Aidil Israfil Kamaruzaman | Myanmar · Aung Myint Myat · Kaung Myat Thiha · Min Thit Sar Aung · Pyae Phyo Kyaw · Thaw Wai Zin · Thu Yein Lin · Wai Yan Phyo · Ya Wai Aung                                                                                        |

#### Nữ
| Event                    | Vàng | Bạc | Đồng |
| ------------------------ | --- | --- | --- |
| Linking                  | Thái Lan · Gatsinee Poyim · Jiraporn Palasri · Kanyarat Plabwangklam · Pimpika Mueangsupeng · Pornpairin Paenthong · Suchittra Nawasimma · Suwanna Petsamorn · Yaowaluck Jaisue | Myanmar · Hmone Nant Thar · Hnin Wutt Yee Bo · Khaing Tha Zin Phyo · Lai Wady Zaw · May Phue Han · May Phyo San · Nyen Ei Mon · Shun Lae Wai                                      | Lào · Damdduane Lattanavongsa · Ladsamee Vilaysouk · May Phiathep · Philavane Chanthasily · Santisouk Chandala · Soulinthone Soneamphay · Soukthavone Douangtha · Vansone Bouavang |
| Linking                  | Thái Lan · Gatsinee Poyim · Jiraporn Palasri · Kanyarat Plabwangklam · Pimpika Mueangsupeng · Pornpairin Paenthong · Suchittra Nawasimma · Suwanna Petsamorn · Yaowaluck Jaisue | Myanmar · Hmone Nant Thar · Hnin Wutt Yee Bo · Khaing Tha Zin Phyo · Lai Wady Zaw · May Phue Han · May Phyo San · Nyen Ei Mon · Shun Lae Wai                                      | Campuchia · Chea Raksmei · Ly Sreypich · Pen Dinet · Pho Panha · San Bopha · San Sophorn · Vann Socheata · Yong Vuoch Ly                                                           |
| Non-repetition primary   | Campuchia · Chea Raksmei · Ly Sreypich · Nuth Karona · Orm Vuoch Leang · Pho Panha · San Sophorn · Un Sreynich · Vann Socheata                                                  | Thái Lan · Gatsinee Poyim · Jiraporn Palasri · Kanyarat Plabwangklam · Pimpika Mueangsupeng · Pornpairin Paenthong · Suchittra Nawasimma · Suwanna Petsamorn · Yaowaluck Jaisue · | Lào · Damdouane Lattanavongsa · Ladsamee Vilaysouk · May Phiathep · Philavane Chanthasily · Santisouk Chandala · Soulinthone Soneamphay · Soukthavone Douangta · Vansone Bouavang  |
| Non-repetition secondary | Myanmar · Aye Aye Thant · Hmone Nant Thar · Khaing Khaing · May Phue Han · Su Twal Tar · Thae Thae · Tint Nilar Win · Yin Min Htwe                                              | Thái Lan · Gatsinee Poyim · Jiraporn Palasri · Kanyarat Plabwangklam · Pimpika Mueangsupeng · Pornpairin Paenthong · Suchittra Nawasimma · Suwanna Petsamorn · Yaowaluck Jaisue   | Campuchia · Nuth Karona · Orm Vuoch Leang · Pho Panha · San Bopha · San Sophorn · Un Sreynich · Vann Socheata · Yong Vuoch Ly                                                      |
| Same stroke              | Myanmar · Aye Aye Thant · Khaing Khaing · Khaing Tha Zin Phyo · May Phyo San · Su Twal Tar · Thae Thae · Tint Nilar Win · Yin Min Htwe                                          | Campuchia · Chea Raksmei · Ly Srey Pich · Nuth Karona · Orm Vuoch Leang · Pho Panha · San Sophorn · Un Sreynich · Vann Socheata                                                   | Lào · Damdouane Lattanavongsa · Ladsamee Vilaysouk · May Phiathep · Philavane Chanthasily · Santisouk Chandala · Soulinthone Soneamphay · Soukthavone Douangtha · Vansone Bouavang |

#### Hỗn hợp
| Event                  | Vàng | Bạc | Đồng |
| ---------------------- | --- | --- | --- |
| Linking                | Myanmar · Aung Myint Myat · Aung Naing Phyo Han · Hnin Wutt Yee Bo · Lai Wady Zaw · Nyein Ei Mon · Sai Zaw Zaw · Shun Lae Wai · Thaw Wai Zin | Lào · Adong Phoumisin · Anousone Soundala · Aounkham Xaysongkham · Ladsamee Vilaysouk · May Phiathep · Philavane Chanthasily · Vansone Bouavang · Yothin Sombathphouthone         | Campuchia · Chan Minea · Chea Raksmei · Chhorn Saikhom · Dem Tiya · Ly Sreypich · Nuth Karona · Phom Kongkia · Vann Socheata                                                          |
| Same stroke            | Campuchia · Chea Raksmei · Heng Rawut · Nuth Karona · Nuth Visal · Pen Dinet · Sam Veasna · San Sophorn · Sorn Channem                       | Myanmar · Hmone Nant Thar · Khaing Tha Zin Phyo · Kyant Win Hein · May Phue Han · May Phyo San · Wai Yan Phyo · Ya Wai Aung · Zaw Lin Maung                                       | Lào · Adong Phoumisin · Anousone Soundala · Damdouane Lattanavongsa · Ladsamee Vilaysouk · Phonsavanh Phimmachak · Soukthavone Douangtha · Vansone Bouavang · Yothin Someathphouthone |
| Non-repetition primary | Campuchia · Cheat Khemrin · Chhorn Sokhom · Heng Rawut · Nhoem Sreyneat · Orm Vuoch Leang · Pho Panha · Sen Sie · Un Sreynich                | Lào · Adong Phoumisin · Aetlo Phonboun · Anousone Soundala · Philavane Chanthasily · Santisouk Chandala · Soulinthone Soneamphay · Soukthavone Douangta · Yothin Sombathphouthone | only two competitors |

### Cầu mây
Nam
| Event        | Vàng | Bạc | Đồng |
| ------------ | --- | --- | --- |
| Regu         | Thái Lan · Varayut Jantarasena · Kritsanapong Nontakote · Siriwat Sakha · Thawisak Thongsai · Pattarapong Yupadee | Malaysia · Amirul Zazwan Amir · Mohd Azlan Alias · Mohd Syahir Rosdi · Muhd Afifuddin Razali · Muhd Zulkifli Abd Razak | Campuchia · Kien Korn · Pheng Mithona · Sam Veasna · Sen Si E · Sorn Channem |
| Regu         | Thái Lan · Varayut Jantarasena · Kritsanapong Nontakote · Siriwat Sakha · Thawisak Thongsai · Pattarapong Yupadee | Malaysia · Amirul Zazwan Amir · Mohd Azlan Alias · Mohd Syahir Rosdi · Muhd Afifuddin Razali · Muhd Zulkifli Abd Razak | Singapore · Khairul Fahmi Yazid · Muhd Afif Safiee · Muhd Asri Aron · Muhd Danish Irfan Faizal · Muhd Ramli Sa'ari                                                                                    |
| Team Regu    | Thái Lan · Varayut Jantarasena · Jantarit Khukaeo · Kritsanapong Nontakote · Jirasak Pakbuangoen · Poottipong Pukdee · Siriwat Sakha · Phutawan Sopa · Thawisak Thongsai · Pornthep Tinbangbon · Yodsawat Uthaijaronsri · Rachan Viphan · Pattarapong Yupadee | Malaysia · Amirul Zazwan Amir · Mohd Azlan Alias · Mohd Syahir Rosdi · Aidil Aiman Azwawi · Meor Mohd Zulfikar Mat Amin · Muhd Afifuddin Razali · Muhd Haziq Hairul Nizam · Muhd Noraizat Nordin · Norfaizzul Abd Razak · Muhd Zulkifli Abd Razak · Muhd Hafizul Hayazi Adnan · Khairol Zaman Hamir Akhbar | Campuchia · Chan Minea · Di Chanthea · Houth Sovoutha · Kien Korn · Ngorn Theara · Oum Sansovin · Pheng Mithona · Phom Kongkia · Sam Veasna · Sen Si E · Seng Sovannara · Sorn Channem                |
| Doubles      | Indonesia · Rusdi · Saiful Rijal · Muh. Hardiansyah Muliang | Malaysia · Aidil Aiman Azwawi · Muhd Noraizat Nordin · Muhd Hafizul Hayazi Adnan | Philippines · Jason Huerte · Elly Jan Nituda · Rheyjey Ortouste |
| Doubles      | Indonesia · Rusdi · Saiful Rijal · Muh. Hardiansyah Muliang | Malaysia · Aidil Aiman Azwawi · Muhd Noraizat Nordin · Muhd Hafizul Hayazi Adnan | Myanmar · Sitt Lin Htut · Thant Zin Oo · Zin Ko Ko |
| Team doubles | Indonesia · Abdul Muin · Andi Try Sandi Saputra · Anwar Budiyanto · Diky Apriyadi · Jelki Ladada · Muh. Hardiansyah Muliang · Muhammad Hafidz · Rusdi · Syaiful Rijal                                                                                         | Myanmar · Aung Myo Naing · Aung Myo Swe · Aung Zaw · Shein Wunna Zaw · Sitt Lin Htut · Than Zaw Oo · Thant Zin Oo · Wai Lin Aung · Zin Ko Ko | Lào · Laksanaxay Bounphaivanh · Khammeung Monphachan · Sommanyvanh Phakonekham · Bounyong Phetsakhone · Khamlek Sodahuk · Noum Souvannalith · Saviden Vorlavongsa · Toule Xaiyavongsone · Kongsy Yang |
| Team doubles | Indonesia · Abdul Muin · Andi Try Sandi Saputra · Anwar Budiyanto · Diky Apriyadi · Jelki Ladada · Muh. Hardiansyah Muliang · Muhammad Hafidz · Rusdi · Syaiful Rijal                                                                                         | Myanmar · Aung Myo Naing · Aung Myo Swe · Aung Zaw · Shein Wunna Zaw · Sitt Lin Htut · Than Zaw Oo · Thant Zin Oo · Wai Lin Aung · Zin Ko Ko | Việt Nam · Đầu Văn Hoàng · Huy Manh Ha · Huỳnh Ngọc Sang · Ngô Thành Long · Nguyễn Hoàng Lân · Nguyễn Huy Quyền · Nguyễn Văn Lý · Tăng Minh Khoa · Vương Minh Châu                                    |
| Quadrant     | Thái Lan · Kritsanapong Nontakote · Phutawan Sopa · Thawisak Thongsai · Pornthep Tinbangbon · Yodsawat Uthaijaronsri · Rachan Viphan | Indonesia · Andi Try Sandi Saputra · Diky Apriyadi · Muh. Hardiansyah Muliang · Muhammad Hafidz · Rusdi · Saiful Rijal | Campuchia · Kien Korn · Ngorn Theara · Nom Hapchhun · Sam Veasna · Sen Si E · Sorn Channem |
| Quadrant     | Thái Lan · Kritsanapong Nontakote · Phutawan Sopa · Thawisak Thongsai · Pornthep Tinbangbon · Yodsawat Uthaijaronsri · Rachan Viphan | Indonesia · Andi Try Sandi Saputra · Diky Apriyadi · Muh. Hardiansyah Muliang · Muhammad Hafidz · Rusdi · Saiful Rijal | Việt Nam · Đầu Văn Hoàng · Huỳnh Ngọc Sang · Nguyễn Hoàng Lân · Nguyễn Huy Quyền · Nguyễn Văn Lý · Vương Minh Châu                                                                                    |
| Hoop         | Myanmar · Aung Kyaw Moe · Aung Zaw · Kyaw Zayar Win · Than Zaw Oo · Thein Zaw Min · Zin Ko Ki | Philippines · Jason Bobier · Joshua Bullo · Ronsited Gabayeron · Jason Huerte · Rheyjey Ortouste · Vince Torno | Campuchia · Cheat Khemrin · Chhorn Sokhom · Heng Rawut · Houth Sovoutha · Nom Hapchhun · Nuth Visal                                                                                                   |

Nữ
| Event        | Vàng | Bạc | Đồng |
| ------------ | --- | --- | --- |
| Doubles      | Việt Nam · Nguyễn Thị Ngọc Huyền · Nguyễn Thị Yến · Trần Thị Ngọc Yến | Myanmar · Khin Hnin Wai · Phyu Phyu Than · Yamon Zin | Indonesia · Fujy Anggy Lestari · Kusnelia · Lena |
| Doubles      | Việt Nam · Nguyễn Thị Ngọc Huyền · Nguyễn Thị Yến · Trần Thị Ngọc Yến | Myanmar · Khin Hnin Wai · Phyu Phyu Than · Yamon Zin | Lào · Sonsavan Keosouliya · Norkham Vongxay · Koy Xayavong |
| Team doubles | Thái Lan · Manlika Bunthod · Wiphada Chitphuan · Masaya Duangsri · Sirinan Khiaopak · Pruksa Maneewong · Somruedee Pruepruk · Kaewjai Pumsawangkaew · Payom Srihongsa · Ratsamee Thongsod | Lào · Lae Inthavong · Sonsavan Keosouliya · Naem Lattanabounmee · Neechapad Mapha · Namfonh Morladok · Aksonesavanh Philavong · Koy Xayavong · Nouandam Volabouth · Norkham Vongxay | Malaysia · Siti Norzubaidah Wahab · Nur Natasha Amyra Fazil · Nur Syafiqah Jafri · Nur Fatihah Sharudin · Madziatul Rosmahani Saidin · Nur Athirah Roslan · Razmah Adam · Nadillatul Rosmahani Saidin · Sharifah Fifi Nurdyana Rahim |
| Team doubles | Thái Lan · Manlika Bunthod · Wiphada Chitphuan · Masaya Duangsri · Sirinan Khiaopak · Pruksa Maneewong · Somruedee Pruepruk · Kaewjai Pumsawangkaew · Payom Srihongsa · Ratsamee Thongsod | Lào · Lae Inthavong · Sonsavan Keosouliya · Naem Lattanabounmee · Neechapad Mapha · Namfonh Morladok · Aksonesavanh Philavong · Koy Xayavong · Nouandam Volabouth · Norkham Vongxay | Campuchia · Chea Raksmei · Ly Srey Pich · Nuth Karona · Orm Vuoch Leang · Pen Dinet · Pho Panha · San Sophorn · Un Sreynich · Vann Socheata                                                                                          |
| Quadrant     | Thái Lan · Manlika Bunthod · Wiphada Chitphuan · Masaya Duangsri · Sirinan Khiaopak · Pruksa Maneewong · Somruedee Pruepruk                                                               | Việt Nam · Nguyễn Thị Khánh Ly · Nguyễn Thị Mỹ · Nguyễn Thị Ngọc Huyền · Nguyễn Thị Thu Trang · Nguyễn Thị Yến · Trần Thị Ngọc Yến                                                  | Indonesia · Asmaul Husna · Dita Pratiwi · Fitra Siu · Kusnelia · Lena · Wan Annisa Rachmadi |
| Quadrant     | Thái Lan · Manlika Bunthod · Wiphada Chitphuan · Masaya Duangsri · Sirinan Khiaopak · Pruksa Maneewong · Somruedee Pruepruk                                                               | Việt Nam · Nguyễn Thị Khánh Ly · Nguyễn Thị Mỹ · Nguyễn Thị Ngọc Huyền · Nguyễn Thị Thu Trang · Nguyễn Thị Yến · Trần Thị Ngọc Yến                                                  | Malaysia · Madziatul Rosmahani Saidin · Nur Athirah Roslan · Nur Fatihah Sharudin · Nur Natasha Amyra Fazil · Razmah Adam · Siti Norzubaidah Wahab                                                                                   |
| Hoop         | Myanmar · Hsu Tin Zar Naing · Khin Hnin Wai · Kyu Kyu Thin · Naing Naing Win · Nwe Nwe Htwe · Phyu Phyu Than                                                                              | Philippines · Deseree Autor · Allyssa Bandoy · Kristine Lapsit · Mary Ann Lopez · Abegail Sinogbuhan · Jean Marie Sucalit                                                           | Campuchia · Chea Raksmei · Nuth Karona · Orm Vuoch Leang · Pho Panha · San Sophorn · Un Sreynich |